# Manfred Minnich
Manfred Minnich (1923–1985) est un trompettiste, compositeur, arrangeur et chef d'orchestre allemand, né le 12 décembre 1923 à Fischbach, une petite ville de la commune de Quierschied dans le Land allemand de la Sarre. Il existe très peu de sources sur Minnich. Il a fondé le SR Dance Orchestra et en a été le chef principal jusqu'en 1964, puis a confié l'orchestre à Eberhard Pokorny pour le diriger, mais a continué à travailler pour le SR Dance Orchestra  en tant qu'éditeur. Il décède ensuite le 17 août 1985 dans sa ville natale de Fischbach. Minnich avait également de nombreux pseudonymes différents sous lesquels les gens le connaissaient : « Boris Schoska, George Potella et George Winters ».

## Début de la vie
Manfred Minnich, né en 1923, a grandi dans l'Allemagne nazie, sa jeunesse n'est pas bien documentée. Mais depuis son plus jeune âge, Minnich a développé un talent pour la musique, principalement pour la trompette, qui est devenue son instrument principal. Plus tard dans sa vie, il s'est développé dans l'industrie en rejoignant la scène de la composition, ce qui a conduit à la création du SR Dance Orchestra.

## Carrière
Manfred Minnich jouait principalement de la trompette ; ce fut son instrument principal tout au long de sa carrière. Il n’était pas seulement un trompettiste, il était un chef d’orchestre, un compositeur et un arrangeur. Il a largement contribué à la musique d’après-guerre en Allemagne. Minnich a fait partie de nombreux groupes différents, il était surtout connu comme le fondateur du SR Dance Orchestra, où il a joué et dirigé la musique jusqu'en 1964. Il a fait partie de plusieurs autres orchestres différents, notamment l'Orchestre David Summerfield, l'Orchestre Manfred Minnich, l'Orchestre Michael Coster, le Tanzorchester Des Saarländischen Rundfunks, le George Winters Band, le George Winters Orchestra, le Manfred Minnich String Orchestra.
La carrière de Minnich est marquée par de nombreuses réalisations clés et dates importantes, la fondation de plusieurs orchestres différents est une grande réussite, il a dirigé l'orchestre jusqu'en 1963, date à laquelle il l'a transmis à Eberhard Pokorny, il a démissionné du rôle de chef d'orchestre mais a continué à contribuer en tant qu'éditeur de musique, ce qui a maintenu son influence continue sur la scène musicale. Malheureusement, Minnich n'a remporté aucun prix, etc. Il était un compositeur de niche et son talent n'était pas bien reconnu. La chanson la plus réussie de Minnich est « No more », utilisée dans de nombreux médias ainsi que dans des jeux vidéo populaires comme Roblox et le célèbre dessin animé pour enfants, Bob l'éponge.

## Pièces radiophoniques
En tant que compositeur
- 1955 : Klaus L. Graeupner : La Ballade de Kunibert – Réalisateur : Peter Arthur Stiller (Courte pièce radiophonique – Radio Saarbrücken)
- 1956 : Walter Kolbenhoff : Au bout de la rue – Réalisateur : Peter Arthur Stiller (Pièce radiophonique – SR)
- 1956 : Lester Powell : Lady in the Fog (8 épisodes) – Réalisateur : Albert Carl Weiland (Pièce radiophonique originale, Pièce radiophonique policière – SR)
- 1956 : Hans Hömberg : Japanese Dream Play – Mise en scène : Peter Arthur Stiller (Pièce radiophonique originale – SR)
- 1957 : Lester Powell : The Lady is Blonde (8 épisodes) – Réalisateur : Albert Carl Weiland (Pièce radiophonique originale, Pièce radiophonique policière – SR)
- 1959 : Lester Powell : La Dame aux boucles grises (8 épisodes) – Réalisateur : Albert Carl Weiland (Pièce radiophonique originale, Pièce radiophonique policière – SR)
- 1960 : Lester Powell : The Lady Films (8 épisodes) – Réalisateur : Albert Carl Weiland (Pièce radiophonique originale, Pièce radiophonique policière – SR)
- 1961 : Lester Powell : The Lady Writes (8 épisodes) – Réalisateur : Albert Carl Weiland (Pièce radiophonique originale, Pièce radiophonique policière – SR)
- 1962 : Hans Hömberg : Le Cheval de l'Alouette joyeuse – Adaptation et mise en scène : Jörg Franz (Pièce radiophonique originale – SR)
- 1962 : Wolfgang Altendorf (de) : The Kraptaken-Tuft – Réalisateur : Jörg Franz (Pièce radiophonique originale – SR)
- 1962 : Rainer Puchert : Manœuvre – Réalisateur : Miklos Konkoly (Radio Play – SR)
- 1964 : Lester Powell : The Many-Loved Lady (6 épisodes) – Réalisateur : Albert Carl Weiland (Pièce radiophonique originale, Pièce radiophonique policière – SR)
- 1971 : Lester Powell : The Lady is Reckless (5 épisodes) – Réalisateur : Albert Carl Weiland (Pièce radiophonique originale, Pièce radiophonique policière – SR)

Source : ARD-Hörspieldatenbank 

## Discographie
- 1970 : Orchestre de Gerhard Narholz, Orchestre de Manfred Minnich – Dance Express, Tip Record Production
- 1970 : L'Orchestre à cordes Manfred Minnich, Studio One
- 1971 : Des trucs rétro avec des cordes – Manfred Minnich
- 1973 : Musique pour danser, Karussell (de)
- 1973 : Orchestre Manfred Minnich/Orchestre Herbert Küster – Midnight Party, Karussell
- L'Orchestre Manfred Minnich/L'Orchestre Gerhard Narholz, Studio One
- Orchestre Manfred Minnich/Ernst Bogenhaus, Europhon
- Orchestre de Manfred Minnich, Orchestre de Rick Lane – Soirée dansante, Tyrolis (de)
- L'Orchestre à cordes Manfred Minnich, Studio One